# Abietinaria juniperus
Abietinaria juniperus är en nässeldjursart som beskrevs av Gustav Heinrich Kirchenpauer 1884. Abietinaria juniperus ingår i släktet Abietinaria och familjen Sertulariidae. Inga underarter finns listade i Catalogue of Life.